# Gare de Tarare
La gare de Tarare est une gare ferroviaire française de la ligne du Coteau à Saint-Germain-au-Mont-d'Or située sur le territoire de la commune de Tarare dans le département du Rhône et la région Auvergne-Rhône-Alpes.
C'est une gare voyageurs de la Société nationale des chemins de fer français (SNCF) du réseau TER Auvergne-Rhône-Alpes, desservie par des trains express régionaux.

## Situation ferroviaire
Établie à 400 mètres d'altitude la gare de Tarare est située au point kilométrique (PK) 462,693 de la ligne du Coteau à Saint-Germain-au-Mont-d'Or entre les gares de Amplepuis et Pontcharra - Saint-Forgeux.

## Histoire

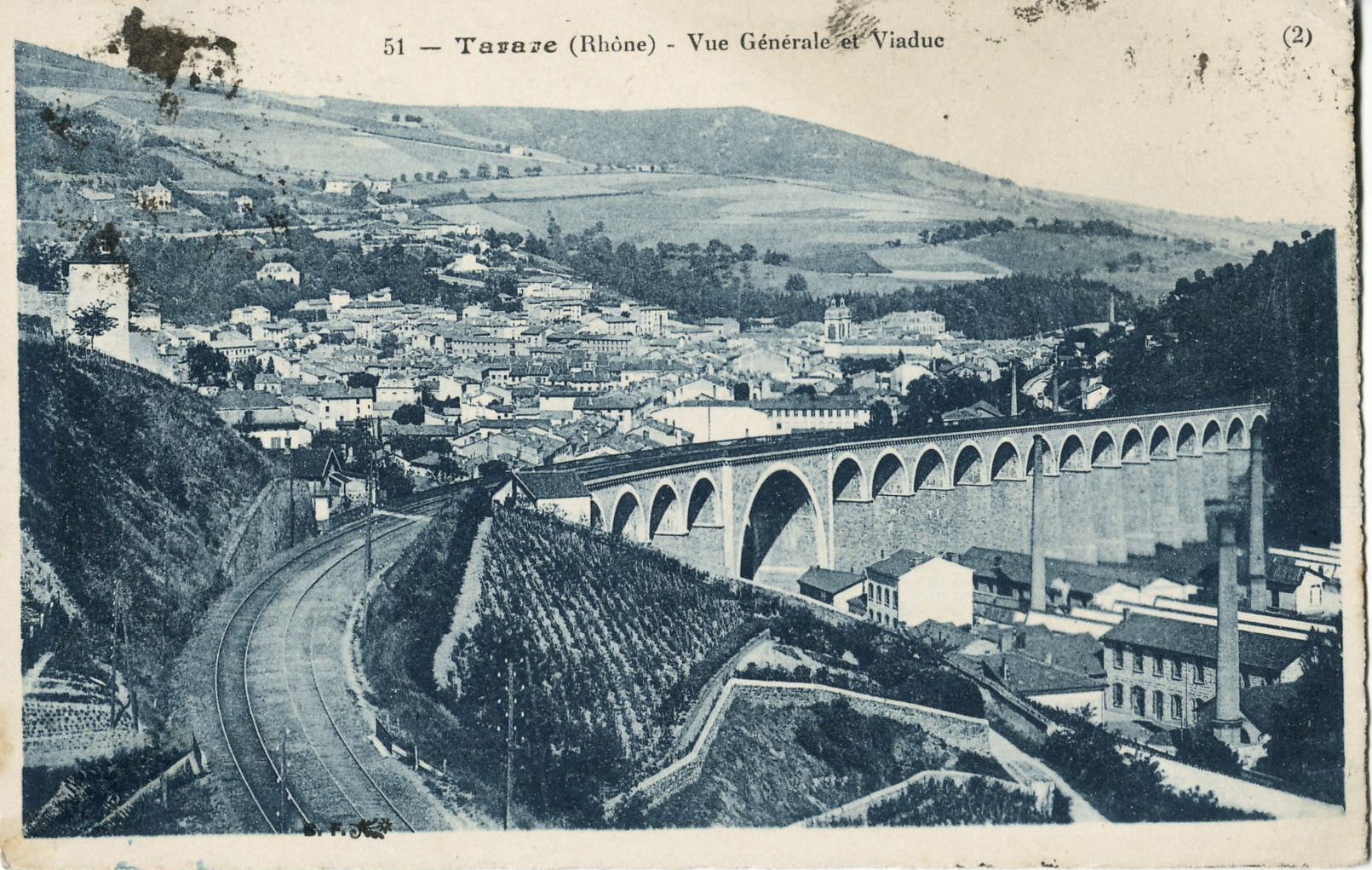
Le viaduc de Tarare avec le début de la rampe des Sauvages dans les années 1920.

La gare de Tarare est mise en service en 1866 par la Compagnie des chemins de fer de Paris à Lyon et à la Méditerranée (PLM) sur la branche de Roanne à Saint-Germain-au-Mont-d'Or concédée en 1855 à la défunte Compagnie du chemin de fer Grand-Central de France. Tarare est temporairement une gare en impasse jusqu'à la mise en service de la section comprise entre Amplepuis et Tarare le 19 octobre 1868.
Une passerelle desservant les quais et offrant un nouvel accès à la gare depuis le sud et l'hôpital est mise en service en mars 2022. 

## Fréquentation
Selon les estimations de la SNCF, la fréquentation annuelle de la gare s'élève aux nombres indiqués dans le tableau ci-dessous.
| Année                      | 2015    | 2016    | 2017    | 2018    | 2019    | 2020    | 2021    | 2022    | 2023    |
| -------------------------- | ------- | ------- | ------- | ------- | ------- | ------- | ------- | ------- | ------- |
| Voyageurs                  | 507 823 | 500 311 | 533 045 | 477 134 | 538 350 | 348 846 | 442 402 | 554 100 | 577 385 |
| Voyageurs et non voyageurs | 634 779 | 625 388 | 666 306 | 596 417 | 672 938 | 436 058 | 553 002 | 692 626 | 721 731 |

## Service des voyageurs

### Accueil
Gare SNCF, elle dispose d'un bâtiment voyageurs, avec guichet, ouvert tous les jours. Elle est équipée d'automates pour l'achat de titres de transport TER. Elle dispose également d'un point d'accès Wi-Fi et de prises électriques.

### Desserte
Tarare est desservie par des trains express régionaux du réseau TER Auvergne-Rhône-Alpes, sur la relation Clermont-Ferrand – Roanne – Lyon-Perrache.

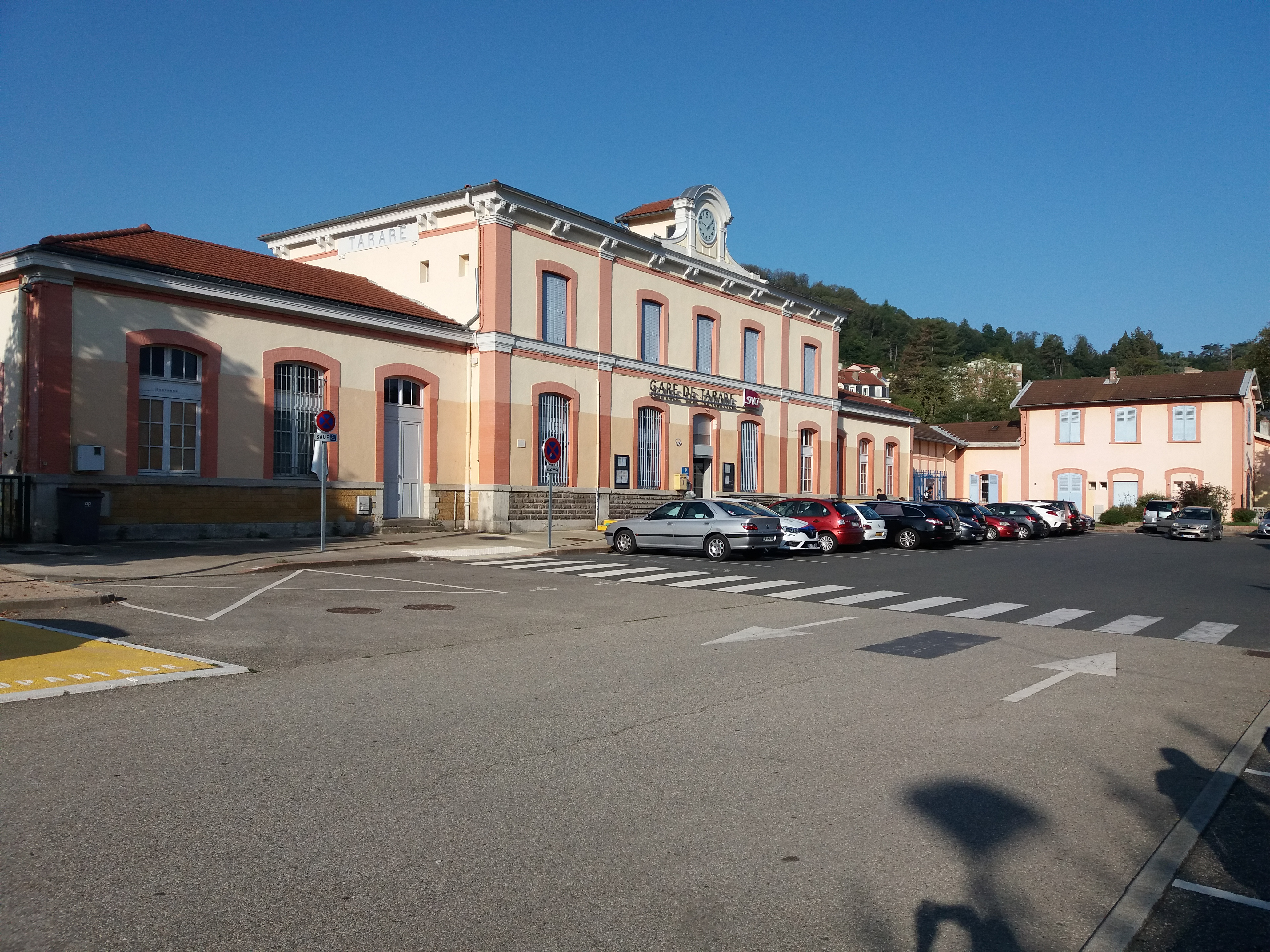
Place de la gare.
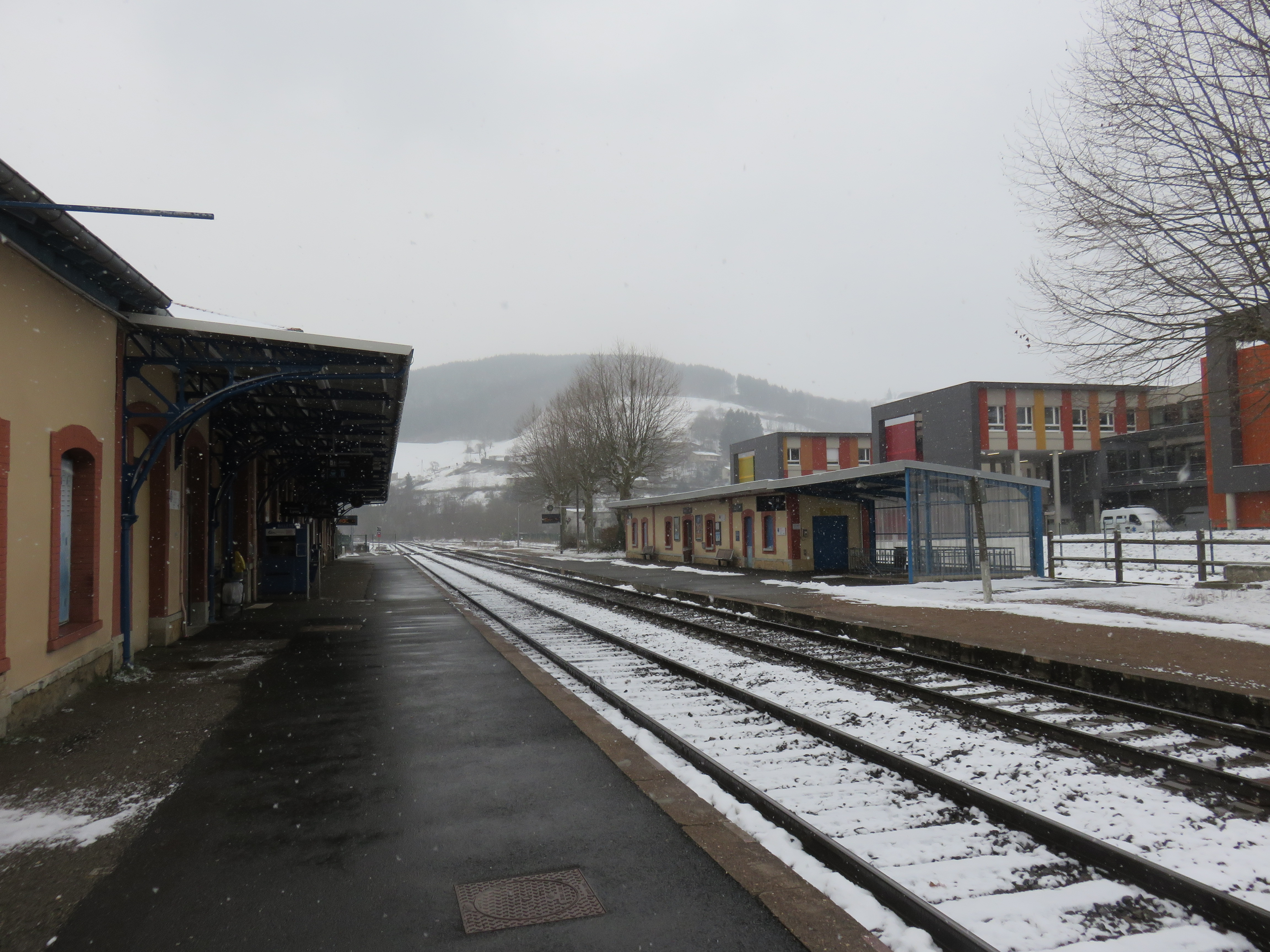
Intérieur de la gare.
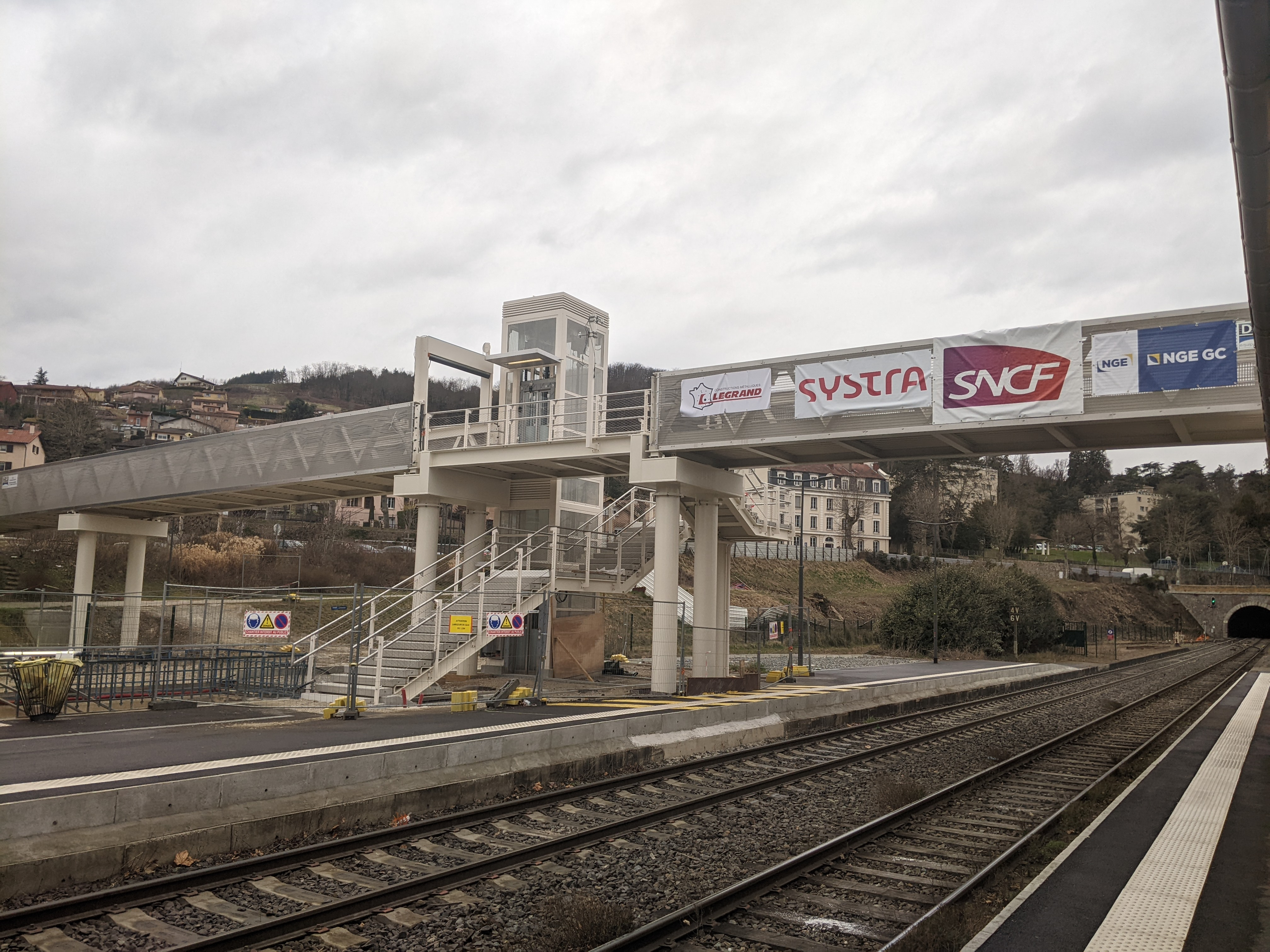
Passerelle reliant l'hôpital à la gare.
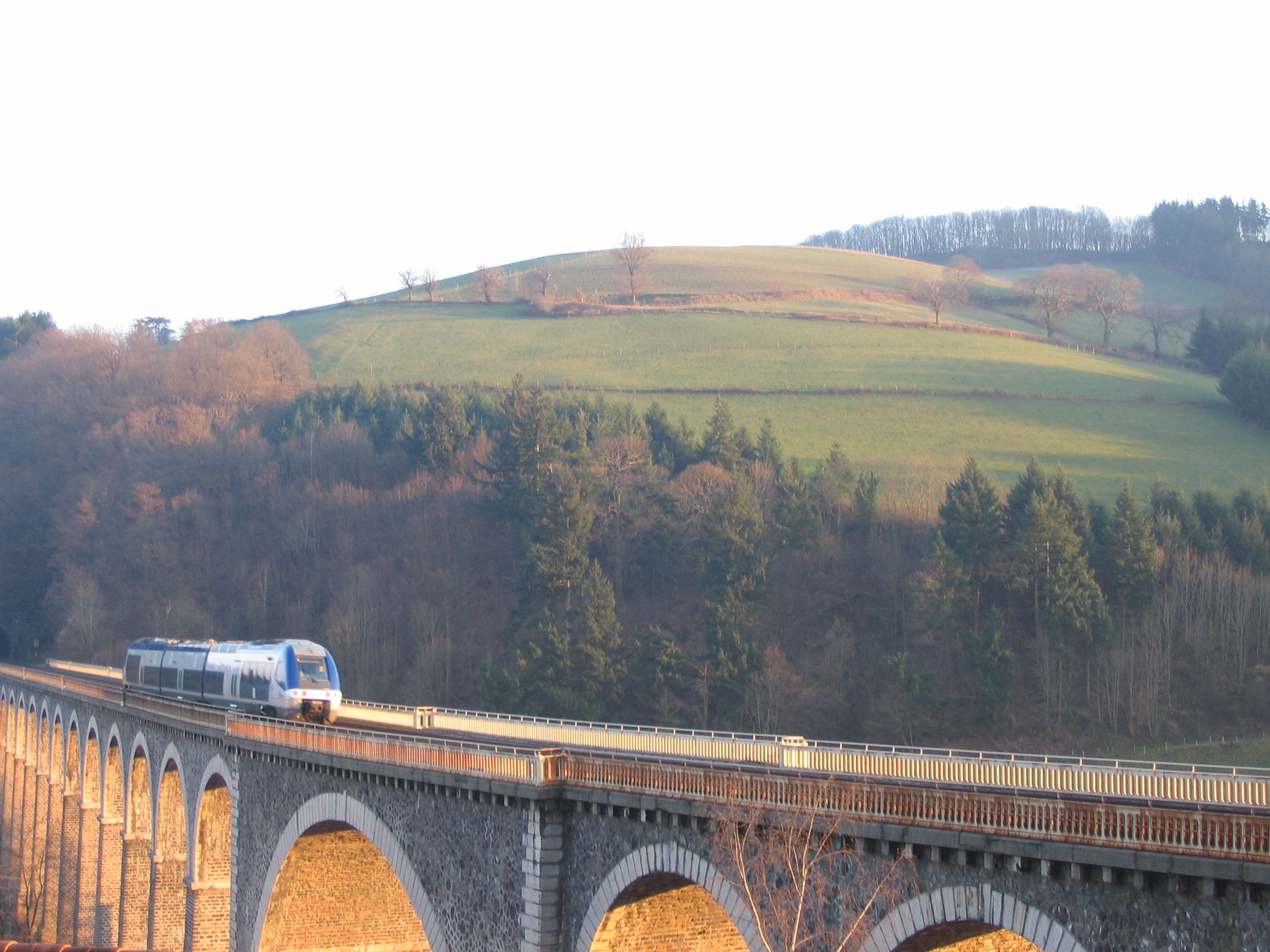
Passage d'une rame X 76500 sur le viaduc de Tarare, après son passage en gare.

### Intermodalité
Un parc pour les vélos et un parking sont aménagés à ses abords.